# Dai-ichi Life
La Dai-ichi Mutual Life Insurance Company (第一生命保険株式会社, Dai-ichi Seimei Hoken Kabushiki-gaisha), ou Dai-ichi Life en abrégé, est la plus ancienne compagnie d'assurances japonaise et la troisième plus grande quant au chiffre d'affaires après la Japan Post Insurance et Nippon Life Insurance.

## Histoire

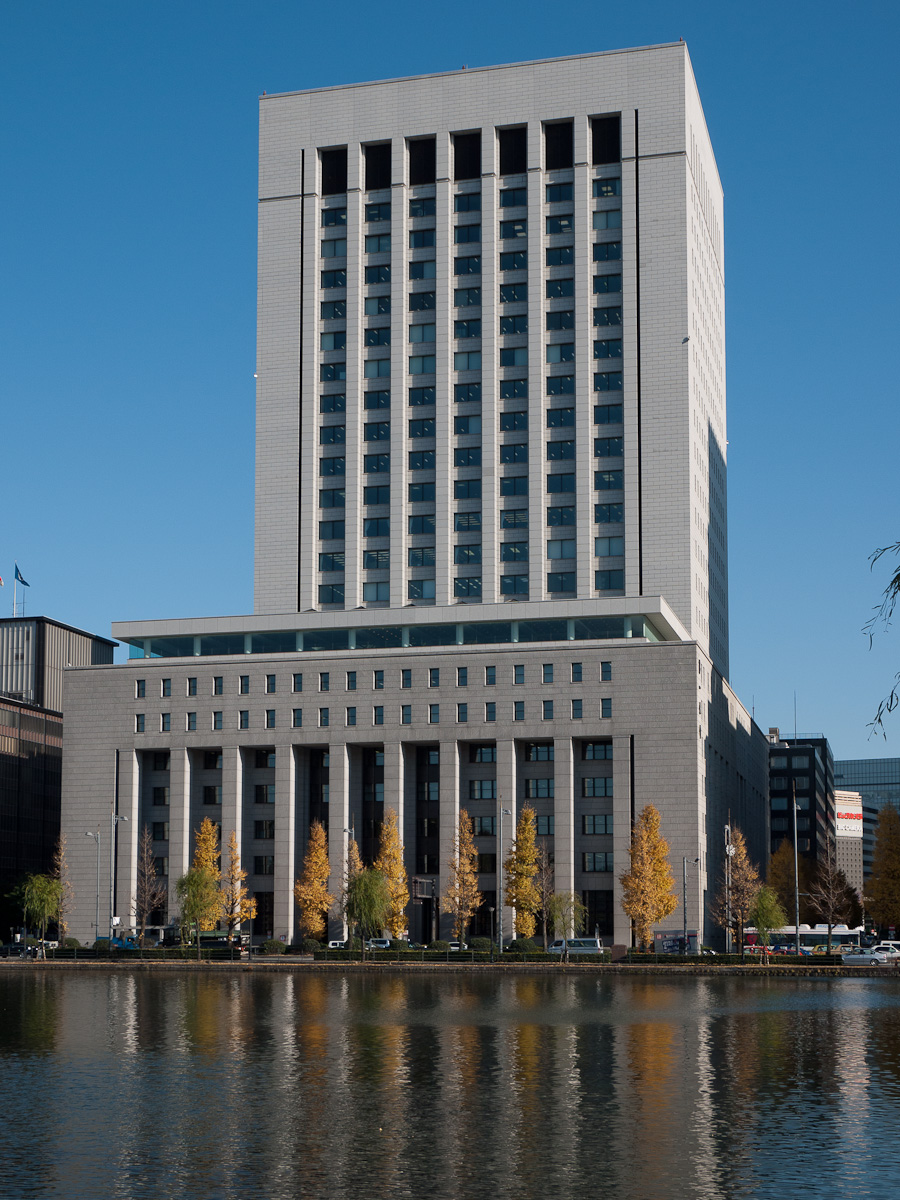
La DN Tower 21, siège de Dai-ichi Life.

Créée en 1902 par Tsuneta Yano, la société est la première à offrir une assurance mutualisée dans le pays.
En 1945, la DN Tower 21, le siège de Dai-ichi, est occupée par les forces alliées, et le général Douglas MacArthur en fait son QG,.
En 1995, la société Dai Ichi Kyoto utilise son homonymie avec Dai-ichi Kangyo pour arnaquer des clients en Europe, une fraude estimée à 100 millions de pounds. En 1998, le siège de Dai-ichi est complètement rénové par le cabinet d'architecture de Kevin Roche et John Dinkeloo.
En 2007, Dai-ichi Life fait son entrée sur le marché vietnamien. En 2008, Dai-ichi s'associe à Bank of India et l'Union Bank of India pour se lancer sur le marché indien sous la marque Star Union Dai-chi.
En 2010, alors que le marché de l'assurance-vie montre des signes de maturité au Japon, Dai-ichi Life acquiert le groupe Tower Australia pour 1,2 milliard de dollars, ce qui augmente son chiffre d'affaires à l'étranger de 3 à 9 %, sur un marché australien en pleine croissance. Elle acquiert 40 % de Panin Life of Indonesia pour 337 millions de dollars en 2013.
Le 4 juin 2014, Dai-ichi officialise l’acquisition de l'entreprise américaine d'assurances Protective Life pour 5,7 milliards de dollars.
En janvier 2018, Lincoln Financial annonce la vente d'une de ses filiales à Protective Life Corp, une filiale de Dai-ichi Life pour 1,17 milliard de dollars.
En août 2018, Dai-ichi acquiert les activités d'assurance-vie de Suncorp pour 540 millions de dollars. En janvier 2019, Dai-ichi Life reprend, via sa filiale américaine Protective Life Corp, les activités vie du Canadien Great-West Lifeco Inc. pour $1,2 milliard.
En août 2021, Dai-ichi annonce l'acquisition des activités d'assurance vie de Westpac pour 665 millions de dollars américains.